# Ivan Semjonovič Dorohov
Ivan Semjonovič Dorohov (rusko Ива́н Семёнович До́рохов), ruski general, * 1762, † 1815.
Bil je eden izmed pomembnejših generalov, ki so se borili med Napoleonovo invazijo na Rusijo; posledično je bil njegov portret dodan v Vojaško galerijo Zimskega dvorca.

## Življenje
Šolanje je prejel v inženirski šoli, nato pa je bil dodeljen varšavski garniziji. Udeležil se je bojev proti poljskim vstajnikom ter kampanje leta 1806-07. 
Za uspešno vodenje gverilskega bojevanja med patriotsko vojno leta 1812 je bil povišan v generalporočnika.